# 數位中介服務法爭議事件
數位中介服務法爭議事件，是指中華民國國家通訊傳播委員會（NCC）有意通過《數位中介服務法》，2022年8月18日召開《數位中介服務法》第三場公開說明會，資訊儲存服務業者、線上平臺服務業者認為恐傷害言論自由，消息傳開後進而引發的爭議。《數位中介服務法》草案傷害言論自由之疑慮與電信法修正草案第九條爭議事件類似。

## 沿革
2017年，行政院會議通過《數位通訊傳播法草案》，限制數位通訊傳播服務提供者（ISP）對於數位通訊傳播網路通訊協定或流量管理應以促進網路傳輸及接取之最佳化為原則，除法律另有規定外，不得附加任何顯失公平之限制；數位通訊傳播服務提供者應合理使用網路資源，除法律另有規定外，不得以其他技術或非技術之障礙干擾使用者之選擇。
2018年12月13日，行政院會議通過多項修法，包括旨在打擊假訊息在網路流傳的《數位通訊傳播法》（通傳法）在內的條例草案送交立法院審議；法例生效後，散播假訊息者最重可判無期徒刑。由多個主流網路平臺組成的亞洲網際網路聯盟（Asia Internet Coalition，簡稱AIC）向時任行政院院長賴清德發表公開信，對修法可能影響臺灣人民言論自由表示關切，呼籲行政院事先透過充分且具實質意義的多方溝通，避免任意侵犯言論自由。
2022年6月29日，NCC委員會議通過《數位中介服務法》（數位中介法）草案，該法前身是《數位通訊傳播服務法》（數通法）。參與《數位中介服務法》公開說明會討論的專家、民間團體、資訊儲存服務業者、線上平臺服務業者認為，該法恐傷害言論自由。

## 回應
2022年8月20日，行政院長蘇貞昌因該法引發爭議遂介入令NCC暫緩召開原定於25日舉行的公聽會，然而行政院可左右獨立機關NCC的現象也令NCC的中立性受質疑。
2022年8月24日，總統蔡英文對於該法指出，言論自由是《憲法》賦予人民的權利也是民主社會的基石，捍衛言論自由是民進黨堅定不移的立場，好的政策要落實執行，不足的政策要加速修法，溝通不夠完善、不夠全面的政策應該要加強溝通。
2022年9月7日，國家通訊傳播委員會舉行例行記者會表示，5日晨會討論決議，將把草案全部退回內部數位匯流工作小組，重新討論爭議點，並強調未規劃時間表。至於退回草案是否意味作廢，NCC副主委暨發言人翁柏宗未對此回應。但對於媒體關注後續網傳處業務與法律依據部分，翁柏宗說明「NCC組織法在修法後，網際網路事務執行跟政策規劃就是NCC的業務，雖然現階段沒有作用法，但還是會跟相關業者接觸、對談，希望透過公私協力方式進行行政指導，協助業者自律。」

## 資料來源
1. ↑  馬瑞璿. . INSIDE. 2022-08-18  [2022-08-21]. （原始内容存档于2022-08-30） （中文（繁體））.
2. ↑  戴祺修. . 蘋果日報. 2022-08-19  [2022-08-19]. （原始内容存档于2022-09-03） （中文（臺灣））.
3. ↑   (PDF).   [2024-12-28]. （原始内容存档 (PDF)于2024-05-20）.
4. ↑  . 行政院全球資訊網. 2017-11-20  [2020-09-20]. （原始内容存档于2020-09-23） （中文（繁體））.
5. ↑  何明諠. . 台灣人權促進會. 2017-05-22  [2022-08-21]. 原始内容存档于2022-08-21 （中文（繁體））.
6. ↑  李欣芳. . 自由時報電子報. 2018-12-12  [2022-08-18]. （原始内容存档于2022-08-18） （中文（臺灣））.
7. ↑  林河名; 彭慧明. . 聯合報. 2018-12-13  [2022-08-21]. （原始内容存档于2022-08-21） （中文（臺灣））.
8. ↑  . join.gov.tw. 公共政策網路參與平臺. 2022-06-29  [2022-08-18]. （原始内容存档于2022-10-23） （中文（臺灣））.
9. ↑  . 國家通訊傳播委員會. 2022-06-29  [2024-12-28]. （原始内容存档于2022-10-15）.
10. ↑   (PDF). 2023-06-29.
11. ↑  TNL編輯部. . 關鍵評論網. 2022-06-30  [2022-08-18]. （原始内容存档于2022-08-21） （中文（臺灣））.
12. ↑  郭俊麟; 曹晏郡. . 公視新聞網. 2022-08-16  [2022-08-18]. （原始内容存档于2022-08-17） （中文（繁體））.
13. ↑  洪凱音; 張鎧乙. . 中時新聞網. 2022-08-18  [2022-08-18] （中文（臺灣））.
14. ↑  周冠汝. . 台灣人權促進會. 2022-08-29  [2022-08-29]. （原始内容存档于2022-09-02） （中文（繁體））.
15. ↑  . 民視新聞網. 2022-08-20  [2022-08-21]. （原始内容存档于2022-08-21） （中文（繁體））.
16. ↑  . 國家通訊傳播委員會. 2022-08-19.
17. ↑  黃朝郁. . 中時新聞網. 2022-08-21  [2022-08-21]. （原始内容存档于2022-09-01） （中文（臺灣））.
18. ↑  蘇聖怡. . 《菱傳媒》RWNews. 2022-08-24  [2022-08-24]. （原始内容存档于2022-08-29） （中文（臺灣））.
19. ↑  蘇思云. . 中央通訊社. 2022-09-07  [2022-09-07]. （原始内容存档于2022-09-24） （中文（繁體））.